# Yax Pasaj Chan Yopaat
Yax Pasaj Chan Yopaat – władca Copán. Wstąpił na tron w 763 roku.
Jego matką była Chak Nik Ye’ Xook z Palenque.